# Levallois Sporting Club Volley-ball
Cet article concerne la section volley-ball du Levallois Sporting Club. Pour les autres sections, voir Levallois Sporting Club.
Maillots
Le Levallois Sporting Club Volley-ball est l'ancienne section volley-ball du club omnisports du Levallois Sporting Club basé à Levallois-Perret dans les Hauts-de-Seine. 
La section fut présidée par Luce Brennan et entraînée par Frédéric Havas. Elle réside pour la saison 2022-2023 au palais des sports Marcel-Cerdan.

## Histoire
En 2019, la section accède à la division Élite puis en 2022, remporte le championnat, lui permettant d'évoluer pour la première fois en Ligue AF pour la saison 2022-2023. Au terme de celle-ci, l'équipe termine à la 13e place et est reléguée en division inférieure. 
Durant l'intersaison 2023, la section fusionne avec le Stade français Paris pour former le Levallois Paris Saint-Cloud, nouvelle entité évoluant au palais des sports Marcel-Cerdan et avec laquelle Frédéric Havas occupe la fonction de manager général.

## Résultats sportifs

### Palmarès
- Championnat de France Élite (1) :
  - Vainqueur : 2022.
- Championnat de France de Nationale 2 (1) :
  - Vainqueur : 2019.

## Personnalités historiques du club

### Entraîneurs
- Maximilien De Parmentier (2017–2018)
- Frédéric Havas (2018–2023)

### Présidents
- Luce Brennan (–2023)

### Joueuses célèbres
- Mallory Caleyron (2020–2022)
- Tatiana Rizzo (2022–2023)

## Identité de la section

### Historique du logo

Logo de ? à 2023.